# 莫拉萊斯峰
莫拉萊斯峰（英語：Morales Peak）是南極洲的山峰，位於瑪麗伯德地，處於里迪冰川以東梅塔沃卡尼克山南部，美國地質調查局根據測量和美國海軍拍攝的空中照片繪入地圖，現時由南極條約體系管理。